# 第49屆柏林影展
第49屆柏林影展（德語：49. Internationale Filmfestspiele Berlin）於1999年2月10日至2月21日於德國柏林舉辦，德國導演馬克斯·法貝爾布克執導的《艾美與亞歌》被選為影展開幕片，美國導演奧托·普雷明格1959年的作品《乞丐與蕩婦》則以70釐米版本放映作為閉幕片。

## 評審團
- 安吉拉·摩琳娜（西班牙语：Ángela Molina）：演員。（評審團主席）
- 肯·亞當：製作設計師。
- 保羅·布蘭柯（葡萄牙語：Paulo Branco）：製片。
- 艾西·達揚：導演。
- 卡蒂亞·馮·加尼爾（德语：Katja von Garnier）：導演。
- 海耳穆·卡拉賽克（德语：Hellmuth Karasek）：作家。
- 傑宏·克拉北（荷兰语：Jeroen Krabbé）：演員、導演。
- 楊紫瓊：演員。
- 皮耶-翁希·德露（法语：Pierre-Henri Deleau）：演員、製片。

## 官方單元

### 正式競賽
| 片名                   | 原文片名                | 導演               | 出品國                             |
| ---------------------- | ----------------------- | ------------------ | ---------------------------------- |
| 《艾美與亞歌》(開幕片) | Aimée & Jaguar          | 馬克斯·法貝爾布克  | 德国                               |
| 《8釐米》              | 8mm                     | 喬伊·舒麥雪        | 美国、 德国                        |
| 《謊言的顏色》         | Au coeur du mensonge    | 克勞德·夏布洛      | 法國                               |
| 《冠軍的早餐》         | Breakfast of Champions  | 亞倫·魯道夫        | 美国                               |
| 《稚子驕陽》           | Ça commence aujourd'hui | 貝特朗·塔維涅      | 法國                               |
| 《藏錯屍體殺錯人》     | Cookie's Fortune        | 勞勃·阿特曼        | 美国                               |
| 《13歲的情人》         | Emporte-moi             | 蕾雅·普爾          | 加拿大、 瑞士、 法國               |
| 《雙腿之間》           | Entre las piernas       | 曼紐·戈梅茲·培瑞拉 | 西班牙、 法國                      |
| 《X接觸：來自異世界》  | eXistenZ                | 大衛·柯能堡        | 加拿大、 英国、 法國               |
| 《葛洛莉亞》           | Glória                  | 曼紐拉·維耶加斯    | 葡萄牙、 法國、 西班牙             |
| 《太陽之旅》           | Güneşe Yolculuk         | 雅辛·烏絲達奧古    | 土耳其、 荷蘭、 德国               |
| 《非戀不可》           | The Hi-Lo Country       | 史蒂芬·佛瑞爾斯    | 美国、 英国、 德国                 |
| 《狂歡節》             | Karnaval                | 托馬斯·萬桑        | 法國、 比利时、 德国、 瑞士        |
| 《刑法第三十九條》     |                         | 森田芳光           | 日本                               |
| 《敏郎悲歌》           | Mifunes sidste sang     | 索倫·克拉-雅布克森 | 丹麦、 瑞典                        |
| 《失控狀態》           | Nachtgestalten          | 安卓·爵森          | 德国                               |
| 《夢中的女孩》         | La niña de tus ojos     | 佛南多·楚巴        | 西班牙                             |
| 《隨心所慾》           | Playing by Heart        | 威洛·卡洛          | 美国、 英国                        |
| 《千言萬語》           | 《千言萬語》            | 許鞍華             | 香港、 中国                        |
| 《莎翁情史》           | Shakespeare in Love     | 約翰·麥登          | 美国、 英国                        |
| 《可憐的西蒙》         | Simon Magus             | 班·霍普金斯        | 美国、 英国、 法國、 德国、 義大利 |
| 《紅色警戒》           | The Thin Red Line       | 泰倫斯·馬利克      | 加拿大、 美国                      |
| 《戀戀三季》           | Ba Mùa                  | 托尼·裴            | 美国、 越南                        |
| 《城市的感覺》         | קשר עיר                 | 強納森·薩構        | 以色列                             |

## 得獎名單
以下為本屆正式競賽單元得獎名單：
- 金熊獎：《紅色警戒》 - 泰倫斯·馬利克
- 評審團大獎銀熊獎：《敏郎悲歌（丹麥語：Mifunes sidste sang）》 - 索倫·克拉-雅布克森（丹麥語：Søren Kragh-Jacobsen）
- 最佳導演銀熊獎：史蒂芬·佛瑞爾斯 - 《非戀不可（英语：The Hi-Lo Country）》
- 最佳女演員銀熊獎：茱麗安·寇兒（英语：Juliane Köhler）、瑪麗亞·許瑞德（英语：Maria Schrader） - 《艾美與亞歌（德语：Aimée & Jaguar）》
- 最佳男演員銀熊獎：麥克·桂斯德克（英语：Michael Gwisdek） - 《失控狀態（德语：Nachtgestalten (1999)）》
- 亞佛雷德鮑爾獎：《狂歡節（法语：Karnaval）》 - 托馬斯·萬桑（法语：Thomas Vincent (réalisateur)）
- 特別藝術成就銀熊獎：大衛·柯能堡 - 《X接觸：來自異世界》
- 傑出個人成就銀熊獎（編劇）：湯姆·史塔佩、馬克·諾曼（英语：Marc Norman） - 《莎翁情史》
- 特別提及：
  - 伊班·海勒（英语：Iben Hjejle） - 《敏郎悲歌（丹麥語：Mifunes sidste sang）》
  - 《稚子驕陽（法语：Ça commence aujourd'hui (film)）》
  - 約翰·托爾（英语：John Toll） - 《紅色警戒》
- 費比西國際影評人獎：《稚子驕陽（法语：Ça commence aujourd'hui (film)）》 - 貝特朗·塔維涅